# SNORDA
Das SNORDA ist ein Referenzsystem, das unter anderem im Militär zur Standortbestimmung benutzt wird. So bekommt man schnell einen Überblick, in welchem Terrain man sich befindet.
Standort: genaue Beschreibung vom Ort, an dem man sich befindet

Nordrichtung: die Nordrichtung mit der Hand zeigen, oder einen markanten Punkt in der Nordrichtung nennen

Ortschaften: Im Uhrzeigersinn (Anfang im Norden) die nächstgelegenen oder für den Auftrag wichtigen Ortschaften mit dazugehörigen Distanzen nennen

Räume: die Merkmale der Landschaft beschreiben (Geländebeschaffenheit, geographische Grossräume und -räume)

Dominante Höhen: Dominante Höhen mit Distanzen und Höhenangaben im Uhrzeigersinn nennen

Achsen: wichtige Verkehrsträger wie Autobahnen (Bsp. A1 Zürich-Genf) bzw. Täler (Bsp. Aaretal, Rheintal etc.)